# Olšany, Vyškov
Olšany là một làng thuộc huyện Vyškov, vùng Jihomoravský, Cộng hòa Séc.